# 福崎町立福崎西中学校
福崎町立福崎西中学校（ふくさきちょうりつ ふくさきにしちゅうがっこう）は、兵庫県神崎郡福崎町福田にある公立中学校。

## 沿革
戦後の学制改革において、（旧）福崎町は財政難に見舞われながらも単独で新制中学校を設立する。町村合併により（新）福崎町が誕生し町内の状況変化による改名を経ながらも、学校自体は統合・分離を経験しないまま現在に至る。前身校として、青年学校令に基づき、福崎国民学校に併設されていた福崎青年学校が認められる。以下、公式HP「沿革」節および『福崎町史』の記載による。
- 1947年（昭和22年）4月22日 - 福崎町立福崎中学校創立。福崎小学校内に間借り。
- 1949年（昭和24年）5月3日 - 独立校舎を構え移転。
- 1980年（昭和55年）4月1日 - 福崎町立福崎東中学校開校に伴い、福崎町立福崎西中学校に改称。
- 1984年（昭和59年）8月21日 - 新校舎（現在地）へ移転。
- 2025年（令和7年）4月1日 - 福崎東中と統一デザインの制服に改定[2]。

## 部活動

### 運動部
- 野球部
- 陸上競技部
- ソフトテニス部
- 女子バレーボール部
- 卓球部
- 男子バスケットボール部

### 文化部
- 合唱部 - 2021年、全日本合唱コンクール全国大会中学校部門混声合唱の部金賞[3][4][5]
- 茶道部
- ライフアート部

## 通学区域
以下の2小学校区。
- 福崎町立福崎小学校
- 福崎町立高岡小学校

## 通学区域が隣接している学校
- 福崎町立福崎東中学校
- 市川町立市川中学校
- 姫路市立鹿谷中学校
- 姫路市立香寺中学校